# スピーク☆イージー
スピーク☆イージーとは、かつて結成されていた日本のお笑いコンビ。1995年結成、2003年解散。オフィス北野（現：TAP）所属。
旧コンビ名は釣り堀→ホテル街。たけし軍団のメンバーであり、解散後も小林は現在もTAPに所属しているが、北郷はオフィス北野を経てT.Nゴンに移籍している。

## メンバー
ガンビーノ小林（ガンビーノ こばやし、本名:小林 太〈こばやし まさる〉、1972年11月13日 - ）
- 北海道出身。
- 身長178cm、血液型O型
- 解散後はケン鶴見（後の鳩山来留夫、現：まっく赤坂見附）と「兄貴会」というコンビで活動したが2007年に解散しピン芸人となり、現在では「漢字番長」という異名を持ちクイズ番組に多数出演。

アル北郷（アル きたごう、本名:北郷 淳〈きたごう じゅん〉、1971年8月26日 - ）
- 東京都出身。
- 身長168cm、血液型B型
- 旧芸名は「犬岩石」。
- 解散後はピン芸人の傍ら、放送作家やコラムニストとして活動中。

## 出演
- 北野ファンクラブ（フジテレビ）
- 仰天三面記事（TBSテレビ）
- 足立区のたけし、世界の北野（フジテレビ）
- たけしの斎藤寝具店（フジテレビ）
- トゥナイト2（テレビ朝日）
- 朝までたけし軍団（テレビ朝日）
- ビートたけしのTVタックル（テレビ朝日）
- ヤミツキ（日本テレビ）
- 出動!ミニスカポリス（テレビ東京）
- 北野タレント名鑑（フジテレビ）- 解散後に2人揃って出演。